# Acceptance
Acceptance ist eine US-amerikanische Alternative-Rockband aus Seattle. 

## Geschichte
Die Band Acceptance tourte im eigenen Land und trat auf Bühnen mit ähnlichen Alternative-Rockbands wie The Juliana Theory, Finch, Further Seems Forever und Seether auf. Sie trat ebenso bei der Warped Tour und auf dem Cornerstone Festival auf. Als die Debüt-Aufnahme Lost For Words erschien, wurde sie rund 5000-mal verkauft. Als die Band fünf neue Demolieder mit Aaron Sprinkle aufnahm, interessierte sich die Musikindustrie für mehrere Major Labels. Die Band entschloss sich, eine Sonderform der Single (Extended Play) Black Lines to Battlefields mit Hilfe der Militia Group zu verwirklichen, die eine lange Zeit Unterstützer der Band war.
Später unterzeichnete Acceptance einen Vertrag bei Columbia Records und veröffentlichte 2005 ihr Debüt-Album Phantoms, das mit Aaron Sprinkle produziert wurde.
Die Band trennte sich im Sommer 2006.
Im Januar 2015 wurde bekanntgegeben, dass die Band wieder gemeinsam Musik machen werde und auf dem Skate and Surf Festival spielen werden.

## Wissenswertes
Derzeit spielt Christian McAlhaney Gitarre in der Band Anberlin.
Nick Radovanovic, Christian McAlhaney und Kyle Flinn gründeten die Band Thunder Thunder mit Jerrod Bettis.

## Diskografie
Alben
- Phantoms (2005)
- Colliding by Design (2017)
- Wild, Free (2020)

Extended Plays (EPs)
- Lost for Words (2002)
- Black Lines to Battlefields (2003)

Lieder
- Permanent (2003)
- Different (2005)
- Take Cover (2005)
- Not Afraid (2006)

### Computerspiele
- In Too Far – NFL Street 2 (2004), MLB 2006 (2005)
- The Sims 2: University, This Conversation Is Over, rückgängig gemacht in Simlisch.
- ATV Offroad Fury 3, ATV Offroad Fury Blazin’ Trails, Permanent